# 始終有你
《始終有你》（Just Because You Are Here），又名香港始終有你，是香港特區政府為「香港特別行政區成立十周年紀念」製作的官方主題曲，由香港多位歌手合唱。歌曲統籌為李再唐，作曲者為金培達，填詞人為陳少琪。
演唱者按演出的先後次序為：
劉德華、譚詠麟、古巨基、陳慧琳、李克勤、容祖兒、陳奕迅、Twins、莫華倫、李龍、尹飛燕、郎朗（鋼琴伴奏）以及香港兒童合唱團（童聲伴唱）。

## 簡介
此曲自2007年4月起在香港各電視台的黃金時間內播放。政府也首次將其宣傳影片及MP3檔放在香港政府網站供人免費下載，又提供原唱版、純音樂版和卡拉OK版三個不同版本。
2022年，此歌填詞人陳少琪相隔十五年後再次為「香港特別行政區成立二十五周年紀念」主題曲《前》填詞。

## 評價
作詞人陳少琪在當時的訪問中表示不想在歌詞中加入口號，如「愛國愛港」之類，這種寫法很兀突，打動不到聽眾，所以他選擇以人出發，歌頌香港人自身的努力。研究流行曲歌詞多年的學者朱耀偉認同此傾向，他指出歌詞帶出香港東西匯聚特色，「明艷紫荊風中爭勝 找對了路徑 花瓣開得繁盛」以香港市花洋紫荊象徵香港的成就，官方訊息則盡量軟化。朱耀偉又比較《始終有你》與《獅子山下》歌詞中所表達的香港精神，認為此歌之心思與佈局有別於一般政治宣傳歌。但朱耀偉亦認為詞中反映香港與中國關係密不可分，如「獅子山觸得到長城」一句、加入普通話歌詞，雖然是現實，卻是「由上而下」，由官方給予的身份認同，相比《獅子山下》那種「同情共感」，在歷史脈絡中，民間漸漸自行形成的身份認同，《始終有你》難以獲得香港人共鳴。
演員歌手方面，除了流行曲歌手，亦有著名男高音莫華倫、粵劇名伶尹飛燕及李龍，突顯香港音樂的多元化。
嶺南大學學者陳銘匡對歌詞的看法則更為負面。除《獅子山下》外，他比較了更多1970-80年代流行曲及許冠傑歌曲中的香港人身份認同變化。他認為《始終有你》的歌詞「拼貼大量空洞而老生常談的官式禮讚符號」。

## 惡搞版本
有香港網民將此曲歌詞惡搞改編，並命名為《福佳始終有你》，在社會引起爭議；其後有親政府的網民亦利用同樣手法製作《整死香港有你（页面存档备份，存于）》作反擊（Tit for ta）。此外，同一首歌又被惡搞成諷刺朱培慶的《出街始終有你》。
朱耀偉指出，相比「由上而下」的官方原版，惡搞版本發出了民間聲音，故比原版更深入民心。陳銘匡亦有類似看法，更進一步引用一些外國學者的理論解釋民間無視官方原版並進行諧仿的現象。

## 資料來源
1. ↑  周皓宜. . 香港01. 2022-05-31  [2022-06-05]. （原始内容存档于2022-05-31）.
2. ↑  . 明報. 2007-03-31.
3. 1 2 3 4  朱耀偉. . 黃志華; 朱耀偉  (编). . 香港: 匯智. 2011: 353–357. ISBN 9881961955.
4. 1 2  陳銘匡. . 嶺南大學 文化研究@嶺南. 2007  [2022-06-04]. （原始内容存档于2021-10-13）.
5. ↑  fokguyhk. . 2007-05-26  [2007-06-26]. （原始内容存档于2007-12-18） –YouTube. 外部链接存在于|title= (帮助)
6. ↑  pangwaiyan. . 2007-06-22  [2007-06-27]. （原始内容存档于2015-07-09） –YouTube.

## 外部連結
- 香港政府網站：始終有你
- Youtube片段：福佳始終有你（页面存档备份，存于）
- Youtube片段：整死香港有你（页面存档备份，存于）
- Youtube片段：香港始終有你（網友製作）